# 瑟納費
瑟納費是非洲東北部國家厄立特里亞的城鎮，由南部區負責管轄，位於該國南部埃塞俄比亞高地邊緣，海拔高度2,434米，2010年人口估計約7,440。
14°42′N 39°25′E / 14.700°N 39.417°E